# ریویچی هاتوری
ریویچی هاتوری (انگلیسی: Ryōichi Hattori; ۱ اکتبر ۱۹۰۷ – ۳۰ ژانویهٔ ۱۹۹۳) موسیقی‌دان اهل ژاپن بود.